# Owana Salazar
Owana Kaʻōhelelani Mahealani-Rose Salazar (30 d'octubre de 1953) és una música hawaiana i una reclamant del tron del Regne de Hawaii.
Descendenta de Robert William Kalanihiapo Wilcox i de la princesa Theresa Owana Kaʻōhelelani Laʻanui, de la Casa de Keoua (la línia originària de la Casa de Kamehameha), ha estat implicada en qüestions de sobirania hawaiana durant molts anys.
Es crec que ella és la única dona que ha sigut guitarra d'acer en Hawaiʻi entrenada per Jerry Byrd.

## Naixement, família i vida primerenca
Owana Kaʻohelelani Mahealani-Rose Laʻanui Wilcox Salazar va néixer l'octubre 1953. Els seus pares eren Helena Kalokuokamaile Wilcox i Henry Mario Salazar.
La noia única en una família de cinc, Owana va créixer amunt amb un sentit sincer de lloc. "Les nostres discussions familiars eren vastes... Aproximadament molts dels nostres avantpassats, sobre les seves funcions dins Hawaiiʻs història, sobre les terres de corona, aproximadament Robert Wilcox, aproximadament Princess Theresa que va a Washington, aproximadament Princess Elizabeth que va a Washington a petition Congrés a enquesta les terres de corona."
Owana Salazar va ser criada a l'illa d'Oahu i es va graduar d'Escoles Kamehameha, on va cantar amb el Concert Glee Club, i la Universitat d'Hawaii, on va aprendre Kihoʻalu (slack key guitar). Salazar ha estudiat hula amb el Kumu Hula, Hoʻakalei Kamauʻu, Hoʻoulu Richards i Winona Beamer. A més d'estudiar teoria de música occidental tradicional, va estudiar veu amb Elizabeth Cole, i piano estudiat, mètodes de corda, guitarra, dança javanesa i gamelan així com continuant estudiar hula.

## Matrimonis
Owana es va casar primerament amb Ronald Kaʻimihale Walters. Més tard es van divorciar. Tenen una filla:
- Kapumahana Kaʻahumanu Walters (Nascut el 15 d'octubre de 1979). Miss Hawaii Teen EUA 1997 (com Mahana Walters)

Després, es va casar amb Warren Kaipohoʻohuaʻamaua DeGuair, ca. 1980. Tenen un fill:
- Noa Kalokuokamaile DeGuair (nascut el 19 de novembre de 1981)

## Carrera musical
A l'inici de la seva carrera pública, Salazar actuat amb hawaià headliners com Don Ho, Ohta-San, Ed Kenney i Charles K.L. Davis. Va ser introduïda al món de Kihoʻalu per amic Nelson Hiu. Combinant teoria de música amb el seu repertori de cançons hawaianes i slack clau, Salazar li va desenvolupar jugant habilitats amb ajuda dels seus professors i altres músics amics com George Kuo, Bla Pahinui, Cyril Pahinui, Dennis Kamakahi, George Kahumoku Jr. I Sonny Chillingworth. Altres influències musicals inclouen Joni Mitchell, Johnny Mathis, Connie Francis, Stevie Meravella, Genoa Keawe, Gabby Pahinui, Lena Machado, i Marvin Gaye.
El seu primer enregistrament dins 1986, Owana i Kaʻipo, En Kona va ser nomenat en la categoria d'Artista Més Prometedor en el Na Hoku Hanohano Premis, una indústria de música hawaiana salute. L'any següent, el seu segon enregistrament, Owana, era un final ballot candidat per Àlbum hawaià Contemporani de l'Any i Vocalista Femella de l'Any. Pupukea Descriu les característiques de l'oceà en la Riba Del nord d'Oʻahu. Kula El matí t'agafa upcountry Maui, mirant fixament de muntanya al mar. "Na Wai" És un playful expressió poètica de les experiències de l'amor, ple d'hawaià kaona (significats amagats). "Kalamaula" Celebra el primerenc homesteading moviment de les persones hawaianes. "Silueta Hula" és un hapa haole peça, recordant els anys de jazz primerencs de música hawaiana.
Per la majoria del 1980s, Salazar va cantar clàssics hawaians amb la Banda hawaiana Reial i actuat a locals en Waikiki i Japó. Jerry Byrd va acceptar Salazar com el seu estudiant per estudi formal de guitarra d'acer hawaià. Finalment, va rebre una beca plena de l'Associació de Guitarra d'Acer hawaiana. Dins 1992, esdevingui Byrd llicenciat femella únic i ha estat guitarrista d'acer femella preeminent d'Hawaii cridat. A més Hawaii, Salazar també ha actuat en Tahiti, Nova Zelanda, Austràlia, i l'Americas. Dins gener 2000, esdevingui la primera dona per anar de viatge amb l'hawaià Slack Festival Clau juntament amb George Kahumoku, Jr., Keoki Kahumoku i Daniel Ho.

### Discografia (Parcial)
- "Owana I Ka'ipo EN KONA" (1986), va Nomenar: La majoria d'Artista Prometedor de l'Any.
- Owana (1987), va Nomenar: Vocalista Femella de l'Any; Àlbum hawaià Contemporani de l'Any.
- Wahine Slack n' Acer (2003), Guanyador: Àlbum hawaià Contemporani de l'Any. Nomenat: Vocalista Femella de l'Any; Àlbum de l'Any.
- Hula Jazz (2005), Guanyador: Àlbum de Jazz de l'Any; Nomenat: Vocalista Femella de l'Any; Àlbum de l'Any; Cançó de l'Any
- Hawaià Slack Mestres Claus: III de Volum, Guanyador: Grammy Premi per Àlbum de Música hawaià Millor
- Hawaià Slack Mestres Claus: IV de Volum, Guanyador: Grammy Premi per Àlbum de Música hawaià Millor

## Implicació cultural i sobiranista
Owana Salazar va ser iniciada a les Filles i Fills de Guerrers Hawaians, Mamakakaua, una societat de llinatge de descendents dels caps governants d'Hawaii. Per tot la seva vida, Salazar ha promogut història hawaiana, cultura i sobirania. Va servir enllaç tan familiar a l'oficina de l'Alcalde de Cultura i els Arts per dos anys, amb l'objectiu de planejar, encarregant i descobrint una vida-estàtua de bronze de la mida del seu gran-avi el Honorable Robert Kalanihiapo Wilcox. La seva estàtua va ser instal·lada a Wilcox Parc en cèntric Honolulu, en la cantonada de King i Carrer de Fort.

### Reclamació al tron del Regne hawaià
Salazar és entre molts que creuen el Regne hawaià encara existeix i mentre alguns genealogistes reconeixen les reclamacions de Princess Abigail Kawānanakoa com a hereu potencial al tron, la princesa Salazar afirma la seva reclamació com a descendent de la Casa de Keōua Nui. Un component de principi de Salazar la reclamació és la 1844 proclamation per Kamehameha III que va anomenar Elizabeth Kekaʻaniau Laʻanui mentre un dels 15 nens d'alt aliʻi el descens enviat als nens del Cap. Escola que els va fer elegible de governar en posicions diferents, incloent monarca. Elizabeth Laʻanui mort sense nens i Genealogista Edith Mckenzie va declarar que cada persona que va governar aprovació requerida de la Casa de Nobles tot i que només dos monarchs d'aquells nens de fet van fer. Salazar Rebutja el Kawananakoa reclamació a causa de la seva línia a través de Princess Theresa Owana Kaʻōhelelani Laʻanui, la filla de Prince Gideon Kailipalaki Laʻanui i neta de Prince Gideon Peleioholani Laʻanui.
Owana és descendit del aliʻi línia de Laʻanui, net de Kalokuokamaile, qui era el primer fill nascut de Keōua Kalanikupuapaʻīkalaninui Ahilapalapa. Keōua segon fill era Kamehameha I. Kamehameha III oficialment proclamat que Kalokuokamaile neta gran, Elizabeth Kekaʻaniau Laʻanui era elegible de governar sota les Lleis de la Constitució del Regne de Hawaii.
Després de la mort d'Elizabeth dins 1928, la seva neboda, Theresa Owana Kaʻohelelani Laʻanui esdevenia el cap de la Casa de Laʻanui i Robert casat William Wilcox. El pròxim primogenitor els drets era al seu fill, Prince Robert Keoua Kalanikupuapaikalaninui Wilcox, havent-hi la seva primera filla, Princess Helena Kalokuokamaile qui esdevenia el cap de la casa reial dins 1944. La seva filla, Owana Kaʻohelelani Salazar li va tenir èxit i esdevenia el cap de la casa reial el 1988.

### Ordre Reial de la Corona de Hawaiʻi
El 3 de febrer de 2017 a Fátima, Portugal, Owana Ka‘ōhelelani Salazar restablished l'Ordre Reial de la Corona de Hawai‘i en un canvi de protocol amb Dom Duarte Pio, Duc de Braganza i Cap de la Família Reial de Portugal, i altres membres de noblesa i famílies reials d'Europa i Àfrica.Aquest esdeveniment era el primer canvi d'honors reials entre cases estrangeres de reialesa i el Regne de Hawaii des de l'enderrocament fa més d'un sigle.

## Títols i guardons

### Ordres dinàstics

#### Casa reial de Hawaii
- Sobirà i Magnífic-Mistress de l'Ordre Reial de la Corona
- Sobirà i Magnífic-Mistress de l'Ordre Reial de Kaʻōhelelani

#### Cases Reials estrangeres
- Dame Creu magnífica amb Collar de l'Ordre de Mèrit de la Casa Reial portuguesa
- Professat Dame Creu magnífica de la Fraternitat Reial del Reial Equestrian i Ordre Militar de Michael Sant de l'Ala .[14] Aquest honor va ser atorgat pel seu Excellency Bisbe D. Manuel Antonio Mendes dos Santos, en nom del Duc de Braganza, qui a través del Capellà Magnífic va admetre el seu com a Professed Dame com a practicar Catòlic Romà.
- Dame Creu magnífica de l'Ordre Reial del Crested Grua
- Dame Magnífic Cordon de l'Ordre Reial d'Ismail
- Dame Gran Cordó de l'Ordre Reial i Haxemita de la Perla .[16]
- Medalla d'Honor (Classe Especial) de l'Associació d'Autarques Monàrquics de Portugal .[17]